# Марківка (Миколаївський район)
Маркі́вка (в минулому  — Коровине)  — село в Україні, у Березанській селищній громаді Миколаївського району Миколаївської області. Населення становить 171 особу.